# ارنستو دي لا جوارديا
ارنستو دي لا جوارديا (بالإسبانية: Ernesto de la Guardia)‏ (و. 1904 – 1983 م) هو سياسي من بنما ولد في مدينة بنما.

## روابط خارجية
- ارنستو دي لا جوارديا على موقع مونزينجر (الألمانية)